# Nicolas Nikolaïevitch de Leuchtenberg (1868-1928)
Pour les articles homonymes, voir Nicolas de Leuchtenberg (homonymie).
Nicolas Nikolaïevitch de Leuchtenberg (en russe : Никола́й Никола́евич Лейхтенбергский), duc de Leuchtenberg (titre russe) et marquis de La Ferté-Beauharnais (titre français), est né le 17 octobre 1868 à Genève, en Suisse, et décédé le 2 mars 1928 au château de Ruth, à Sainte-Cécile-les-Vignes, en France. Chef de la Maison de Beauharnais de 1891 à sa mort, c’est également un militaire russe et une personnalité du « mouvement blanc » durant la guerre civile russe.

## Famille
Nicolas Nikolaïevitch de Leuchtenberg est le fils aîné du prince Nicolas Maximilianovitch de Leuchtenberg (1843-1891) et de son épouse morganatique Nadège Annenkova (ru) (1840-1891), titrée comtesse de Beauharnais par le tsar Alexandre II de Russie en 1878. Par son père, il est donc le petit-fils du prince franco-bavarois Maximilien de Leuchtenberg (1817-1852) et de son épouse la grande-duchesse Marie Nikolaïevna de Russie (1819-1876).
Le 6 septembre 1894, Nicolas Nikolaïevitch de Leuchtenberg épouse la comtesse Maria Nikolaïevna Grabbe (1869-1948), fille du comte Nicolas Pavlovitch Grabbe (ru) (1832-1896) et de sa femme Alexandra Fiodorovna Orlova-Denisova (1837-1892). 
De cette union naissent sept enfants :
- Alexandra Nikolaïevna de Leuchtenberg (1895-1960), duchesse de Leuchtenberg et demoiselle de compagnie de l'impératrice Alexandra Feodorovna[1], qui épouse, en 1916, le prince Levan Melikov (1893-1928), fils du prince Pierre Levanovitch Melikov (ru) (1862-1934). Après un divorce, elle s’unit en secondes noces, en 1922, à Nicolas Ivanovitch Terestchenko (1894-1926), fils d'Ivan Terechtchenko (1854-1903) ;
- Nicolas Nikolaïevitch de Leuchtenberg (1896-1937), duc de Leuchtenberg, qui épouse, en 1919, Olga Fomina (1898-1921) avant de se remarier, en 1928, à Élisabeth Müller-Himmler (1906-1999) ;
- Nadège Nikolaïevna de Leuchtenberg (1898-1962), duchesse de Leuchtenberg, qui épouse, en 1929, le violoniste Alexandre Mogilevsky (en) (1885-1963) ;
- Maximilien Nikolaïevitch de Leuchtenberg (1900-1906), duc de Leuchtenberg ;
- Serge Nikolaïevitch de Leuchtenberg (1903-1966), duc de Leuchtenberg, qui épouse, en 1925, Anne Naumova (1900-1993) avant d’en divorcer en 1938. En 1939, il se remarie à Kira Wolkova (1915-????) et divorce en 1942. Il se remarie une dernière fois à Olga Wickberg (1926) ;
- Michel Nikolaïevitch de Leuchtenberg (1905-1928), duc de Leuchtenberg ;
- Maria Nikolaïevna de Leuchtenberg (1907-1993), duchesse de Leuchtenberg, qui s'unit au comte Nicolas Dimitrievitch Mengden-Altenwoga (1899-1973).

## Biographie

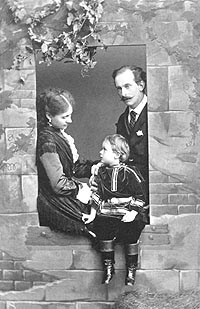
Nicolas et ses parents (v. 1872).

### Une situation familiale compliquée
Nés plusieurs années avant le mariage officiel de leurs parents, célébré seulement en 1878, le prince Nicolas et son frère Georges sont longtemps présentés comme les pupilles de leur père, le duc Nicolas Maximilianovitch de Leuchtenberg. Considérés comme des enfants illégitimes par leur grand-oncle, le tsar Alexandre II de Russie, ce n’est qu’après la mort de celui-ci que leur statut est véritablement clarifié. Le 11 novembre 1890, le tsar Alexandre III leur confère en effet le titre russe de duc de Leuchtenberg avec le prédicat d’altesse, tout en confirmant leur exclusion de la famille impériale. Ils sont ensuite inscrits dans le registre de la noblesse de la province de Novgorod en 1897. Bien qu’aînés des descendants d’Eugène de Beauharnais, Nicolas et son frère arrivent donc, dans l’ordre du protocole, bien loin derrière les autres membres de la maison de Leuchtenberg, qui appartiennent, quant à eux, toujours à la famille impériale. 
Nicolas grandit en exil au château de Stein (de), en Bavière. Élevé dans une atmosphère cosmopolite, il reçoit cependant une éducation profondément russe et considère l’Empire tsariste comme sa véritable patrie. Ses études secondaires achevées, Nicolas part malgré tout étudier en France, à l’École des Mines de Paris, à la demande de son père.

### Installation en Russie

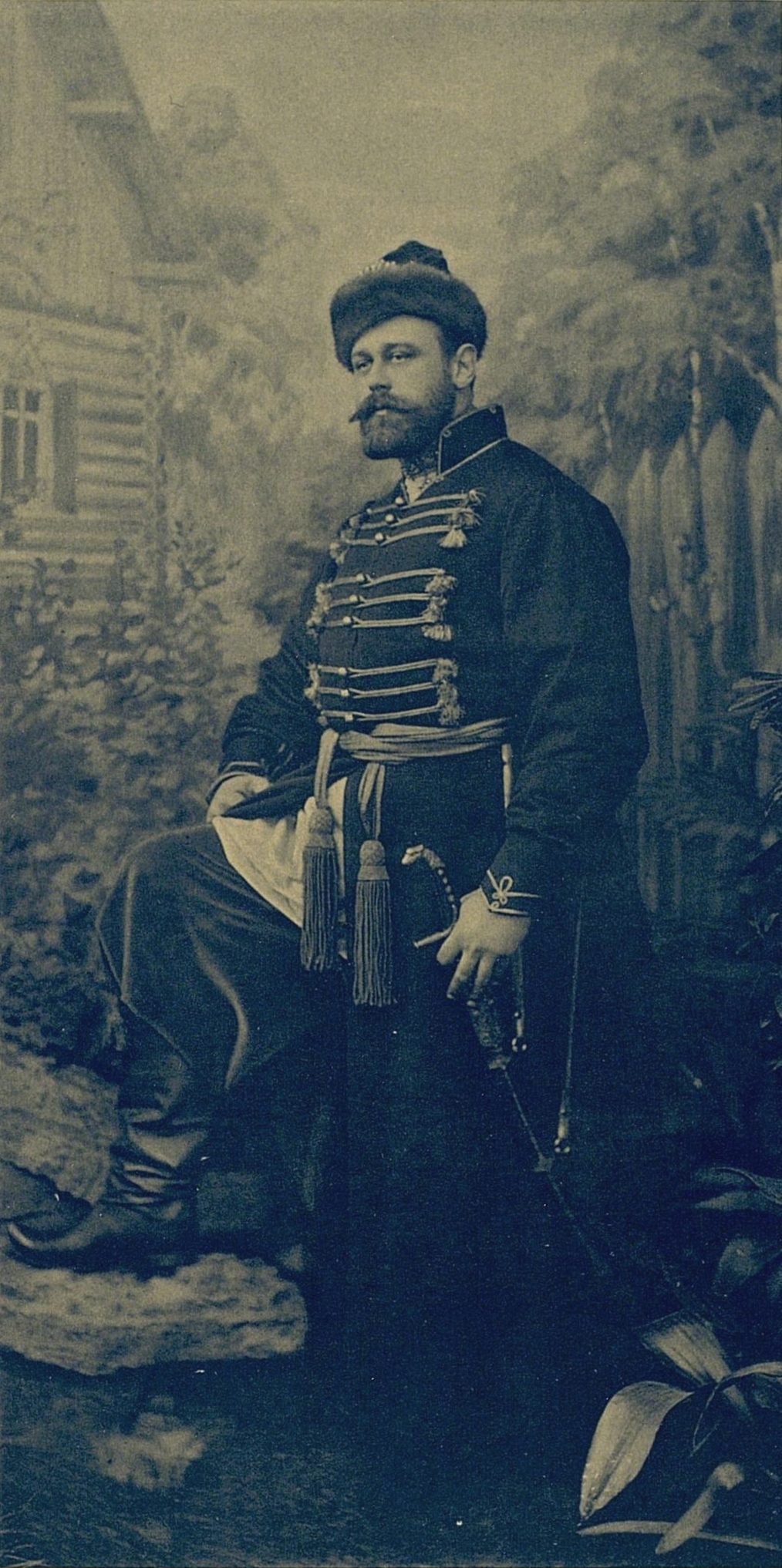
Le duc Nicolas costumé pour le bal du anniversaire des Romanov (1903).

Après le décès de ses parents (1891) et la vente de leurs domaines en Allemagne, Nicolas choisit de s’installer à Saint-Pétersbourg. Il intègre alors le régiment Préobrajensky, dans lequel il sert avec le grade de major-général. Au fil des années, il obtient ainsi de nombreuses décorations : ordre de Saint-Stanislas troisième classe (1905), ordre de Sainte-Anne troisième classe (1906) et ordre de Saint-Georges (1915). 
En Russie, Nicolas et son frère sont rapidement adoptés par la haute société. En 1893, ils lèguent les collections de minéralogie de leur père à l’École des mines de Saint-Pétersbourg, ce qui donne lieu à plusieurs publications scientifiques. Plus tard, Nicolas est élu président de la Société de Photographie de la capitale. Avec l’héritage de ses parents et le produit de la vente du château de Stein (de), Nicolas achète le domaine de Gory, dans la province de Novgorod (1896), un hôtel particulier à Saint-Pétersbourg (1903) ainsi que plusieurs appartements de luxe qu’il met en location (1904). Aîné de sa famille, il conserve par ailleurs de nombreuses œuvres d’art héritées des Beauharnais, parmi lesquelles un portrait de l’impératrice Joséphine par Gérard aujourd’hui conservé à l’Ermitage.
En 1894, le prince épouse la comtesse Maria Nikolaïevna Grabbe, avec laquelle il a sept enfants entre 1895 et 1907.

### De la Première Guerre mondiale à la guerre civile russe
Pendant la Première Guerre mondiale, Nicolas participe aux combats en tant que commandant du 12e bataillon du Turkestan du régiment Préobrajensky. Sa bravoure lui vaut alors d’être honoré d’un sabre ayant appartenu au général Skobelev. Lorsqu’éclate la Révolution en 1917, le prince est l’un des rares membres  de l’état-major à s’opposer à l’abdication du tsar Nicolas II. Il quitte ses fonctions militaires peu après, quand le gouvernement provisoire démet les membres de la famille impériale de l’armée.
Après l'instauration du régime bolchévik, le prince et sa famille quittent séparément la Russie en 1918. Nicolas gagne ainsi la Finlande, avant de passer en Norvège puis en France. Il s'installe alors un temps au château de Ruth, à Sainte-Cécile-les-Vignes, près d'Avignon. Très engagé dans le mouvement blanc, le prince se rapproche des monarchistes de Kiev. L'ataman des Cosaques du Don Piotr Krasnov le nomme alors ambassadeur extraordinaire et ministre plénipotentiaire à Berlin afin qu'il persuade les autorités allemande de fournir du matériel militaire à la Grande armée du Don, sans succès.

### L'exil et la mort
Après la guerre civile, Nicolas s'installe au château de Ruth, où il parvient à réunir l'ensemble de sa famille. Plus chanceux que nombre de ses parents Romanov, le prince n'a perdu aucun enfant pendant le conflit. Cependant, sa fortune s'est presque totalement évanouie et il consacre ses dernières années à cultiver la vigne et à produire du vin « Beauharnais »,.
En 1928, le prince perd son plus jeune fils, Michel, dans un accident de voiture. Très affecté par cet événement, l'aîné des Beauharnais s'éteint peu de temps après. Il meurt le 2 mars 1928 au château de Ruth, à Sainte-Cécile-les-Vignes,, et est finalement enterré à Orange, au côté de son épouse et de son dernier fils.